# Černý potok (přítok Moravice)
Černý potok je levostranný přítok řeky Moravice v Moravskoslezském kraji. Délka toku činí 25,0 km. Plocha povodí měří 109,5 km².

## Průběh toku
Potok pramení v pohoří Hrubý Jeseník na jihovýchodním úbočí Železného vrchu, severozápadně od obce Rudná pod Pradědem, v nadmořské výšce 740 m. Tok sleduje zhruba východní až jihovýchodní směr. Je hlavním vodstvem protékajícím obcí Staré Město a městem Bruntál, kde se při povodních v roce 1997 rozvodnil, zejména v městském parku. Pod obcí Mezina se Černý potok vlévá do nádrže Slezská Harta na řece Moravici. Před stavbou této přehrady se ústí potoka nalézalo ještě o přibližně 3,5 km níže, v dnes zatopené vesnici Karlovec.

### Větší přítoky
- levé – Stará voda, Bukový potok, Haldůvka
- pravé – Rudný potok, Kobylí potok

## Vodní režim
Průměrný průtok Černého potoka u obce Mezina činí 0,90 m³/s.